# Heinrich Zille
Heinrich Rudolf Zille (ur. 10 stycznia 1858 w Radeburgu koło Drezna, zm. 9 sierpnia 1929 w Berlinie) – niemiecki grafik, litograf, malarz, rysownik i fotograf, związany z niemieckim nurtem awangardowym w sztukach plastycznych. 
Głównym tematem jego twórczości było środowisko berlińskiego drobnomieszczaństwa. Z wyrozumiałością ukazywał w swoich rysunkach scenki z codziennego życia, którym towarzyszyły dowcipne dialogi w dialekcie berlińskim. Stał się kronikarzem „Berliner Milljöh” - życia zwykłych berlińczyków. Został wybrany honorowym obywatelem Berlina.
W 1903 roku dołączył do Berlińskiej Secesji.

## Towarzystwo i Muzeum
W 1999 utworzono Towarzystwo (Heinrich Zille Gesellschaft), a w 2002 Muzeum Zillego (Zille-Museum) w Berlinie.

## Restauracje w Berlinie
W Berlinie w hotelu Park Inn działa restauracja Zille-Stube oraz ogródek Zille-Garten. Istnieje także Zille Stube przy Propststraße.

## Rodzina
Potomkiem malarza w linii prostej jest Helen Zille.